# Cryptocoryne spiralis
Cryptocoryne spiralis là một loài thực vật có hoa trong họ Ráy (Araceae). Loài này được (Retz.) Fisch. ex Wydler mô tả khoa học đầu tiên năm 1830.